# 小野田宮崎テレビ中継局
小野田宮崎テレビ中継局（おのだみやざきテレビちゅうけいきょく）は、宮城県加美郡加美町の旧宮崎町域に置かれているテレビ中継局。

## 中継局概要

### アナログ放送
| 放送局名          | チャンネル | 空中線電力        | ERP               | 放送対象地域 | 放送区域内世帯数 | 備考                |
| KHB東日本放送     | 50ch       | 映像10W /音声2.5W | 映像125W /音声31W | 宮城県       | 不明             | 2012年3月31日で廃止 |
| NHK仙台教育テレビ | 52ch       | 映像10W /音声2.5W | 映像130W /音声33W | 全国         | 不明             | 2012年3月31日で廃止 |
| NHK仙台総合テレビ | 54ch       | 映像10W /音声2.5W | 映像130W /音声33W | 宮城県       | 不明             | 2012年3月31日で廃止 |
| TBC東北放送       | 56ch       | 映像10W /音声2.5W | 映像120W /音声30W | 宮城県       | 不明             | 2012年3月31日で廃止 |
| OX仙台放送        | 60ch       | 映像10W /音声2.5W | 映像120W /音声30W | 宮城県       | 不明             | 2012年3月31日で廃止 |
| MMT宮城テレビ放送 | 62ch       | 映像10W /音声2.5W | 映像120W /音声30W | 宮城県       | 不明             | 2012年3月31日で廃止 |

- 当初、2011年7月24日で廃止となる予定だったが、東日本大震災発生の影響から、廃止が、2012年3月31日まで延期された。

### デジタル放送
| リモコンキーID | 放送局名          | チャンネル | 空中線電力 | ERP   | 放送対象地域 | 放送区域内世帯数 |
| 1              | tbc東北放送       | 44ch       | 1W         | 10.5W | 宮城県       | 約3800世帯       |
| 2              | NHK仙台教育テレビ | 38ch       | 1W         | 10.5W | 全国         | 約3800世帯       |
| 3              | NHK仙台総合テレビ | 42ch       | 1W         | 10.5W | 宮城県       | 約3800世帯       |
| 4              | MMT宮城テレビ放送 | 48ch       | 1W         | 10.5W | 宮城県       | 約3800世帯       |
| 5              | khb東日本放送     | 49ch       | 1W         | 10.5W | 宮城県       | 約3800世帯       |
| 8              | OX仙台放送        | 46ch       | 1W         | 10.5W | 宮城県       | 約3800世帯       |

- 2009年7月30日から本放送開始。

## 所在地
- 加美町宮崎字坂下（鍬べら山）

## 放送エリア
- 加美町の北西部である旧宮崎町域と小野田町域をカバーしている。